# Opération Gearbox II
Opérations navales dans l'Arctique durant la Seconde Guerre mondiale
Batailles
Bataille de l'Atlantique (1939-1945) : Convois de l'Arctique
L'Opération Gearbox II était une opération norvégienne et britannique pendant la Seconde Guerre mondiale sur l'île arctique du Spitzberg dans l'archipel du Svalbard. L' Opération Fritham, la première tentative d'établir une base météorologique, avait échoué car les deux navires transportant la force ont été coulés par des bombardiers de la Luftwaffe le 14 mai, qui fut suivi par la réussite de l' Opération Gearbox.

## Antécédent
Lors de l' Opération Gearbox (30 juin au 17 septembre 1942), 57 renforts norvégiens avec 118 tonnes de ravitaillement avaient pu débarquer le 2 juillet. Les renforts ont consolidé les défenses de l'ancienne colonie à Barentsburg et ont fait des préparatifs pour Gearbox II, un autre renforcement des forces norvégiennes et une partie du plan pour le convoi PQ 18, pour empêcher une répétition du convoi PQ 17 (27 juin - 10 juillet 1942) dont 24 des 35 cargos du convoi avaient été coulés.

## Préparatif
La Force P (Spitzbergen Fueling Force) comprenant les pétroliers RFA Blue Ranger (en) et RFA Oligarch et quatre destroyers d'escorte, a quitté Scapa Flow le 3 septembre et a ancré à Lowe Sound (Van Mijenfjorden) quelques jours plus tard. Du 9 au 13 septembre, des relais de destroyers ont été détachés du convoi PQ 18 pour faire le plein avant que le convoi passe Bear Island, à portée des bombardiers et torpilleurs de la Luftwaffe basés dans le nord de la Norvège.

## L'opération Gearbox II

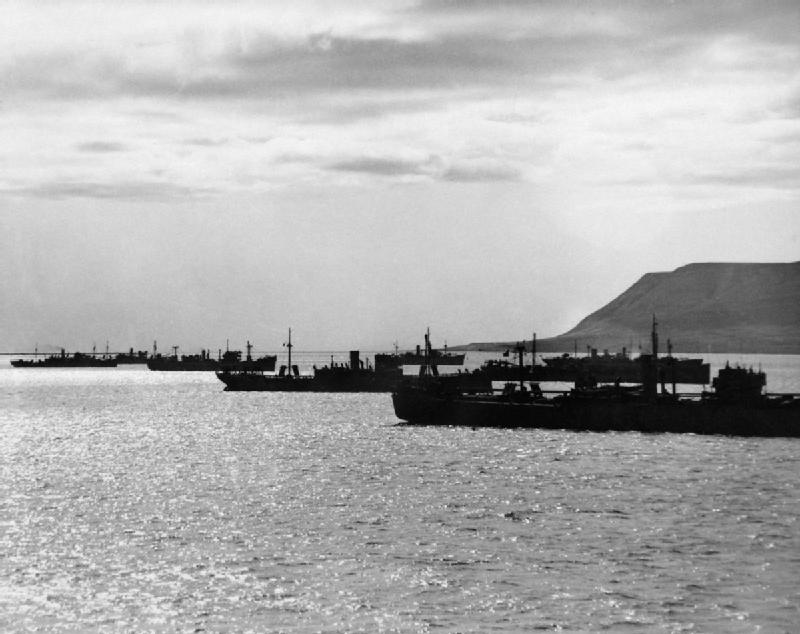
Convoi de l'Arctique dans le Hvalfjörður en mai 1942

Le 7 septembre 1942, le croiseur lourd Cumberland et le croiseur léger Sheffield, ainsi que le destroyer Eclipse, arrivèrent de Scapa Flow dans la rivière Clyde, où les croiseurs embarquèrent le personnel, les chiens et les provisions pour livraison au Spitzberg. Les navires ont quitté la rivière Clyde le jour suivant et ont atteint le Hvalfjörður en Islande deux jours plus tard. Quatre jours plus tard, les navires sont repartis, une fois de plus, dans un premier temps dans le cadre de la force de couverture «EV» du convoi PQ 18. Le 17 septembre, Cumberland et Eclipse ont quitté le convoi et se sont dirigés vers Barentsburg sur le Spitzberg, où ils sont arrivés dans l'après-midi, le croiseur débarquant immédiatement ses charges alors que le destroyer entreprenait une patrouille anti-sous-marine. Le même jour Sheffield a quitté le convoi et s'est dirigé vers le Spitzberg. Dès qu'il eut terminé le déchargement le 18 septembre, Cumberland partit pour rejoindre le convoi, et le même jour Sheffield atteignit Barentsburg et commença à décharger alors qu' Eclipse continuait sa patrouille anti-sous-marine. Les deux navires ont ensuite quitté le Spitzberg et ont rejoint le convoi le 19 septembre. La station de Gearbox II a été installée et Ullring a cédé le commandement à Tornerud.  Whatman resta l'officier de liaison britannique et resta pendant l'hiver 1942-1943, avant d'être relevé. 

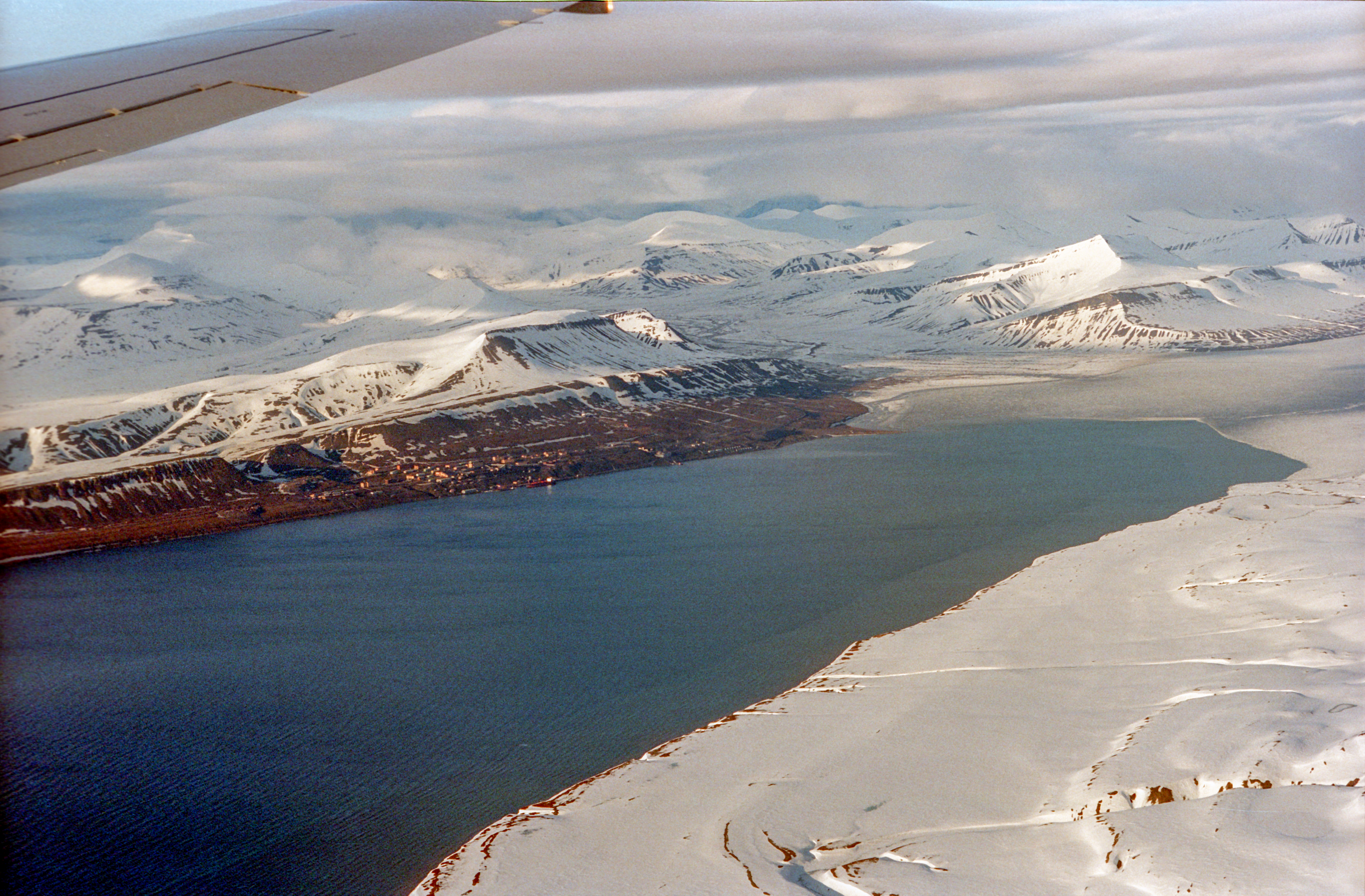
Barensburg

Le 19 octobre, le croiseur léger Argonaut et les destroyers HMS Inglefield (2) et Obdurate ont livré des fournitures au Svalbard et un navire norvégien a effectué le voyage en novembre. Le 25 novembre 1942, il y eut un ravitaillement effectué par les croiseurs lourds London et Suffolk et les destroyers Obdurate, Obedient et Orwell.
Le 7 juin 1943, les croiseurs Cumberland et Bermuda et deux destroyers ont navigué de l'Islande couvert par la flotte intérieure, et apporté de renforts de débarquement et des approvisionnements le 10 juillet.

## Conséquence
Après le désastre de l' Opération Fritham, la base de Barentsburg a été consolidée par les renforts de l'opération Gearbox. L'arrivée de plus de troupes et d'équipement avec Gearbox II, avec l' Opération Orator, a fourni une mesure de protection pour le convoi PQ 18, qui a perdu treize navires par rapport aux 24 coulés du PQ 17. Le nombre exceptionnellement élevé d'escortes de destroyers a été maintenu grâce au détachement de relais (9-13 septembre) pour faire le plein des deux flottes pétrolières ancrées à Van Mijenfjorden (Lowe Sound) dans le sud du Spitzberg.
Après qu'une autre équipe météorologique allemande ait été chassée de l'île par les Norvégiens en juin 1943, une flottille allemande, dont le cuirassé Tirpitz, a attaqué le Spitzberg lors de l' Opération Zitronella le 7 septembre, a fait 31 prisonniers et détruit une grande partie de l'infrastructure et de l'équipement de Gearbox II. Le 19 octobre 1943, le croiseur USS Tuscaloosa a pu débarquer de nouvelles troupes norvégiennes et matériels. L'Opération Zitronella fut un raid allemand réussi mais le rétablissement d'une base allemande sur Svalbard fut hors de question étant donné la supériorité navale et aérienne alliée. La présence norvégienne a été maintenue jusqu'à la fin de la guerre.

### Articles externes
- Opération Gearbox - Site Codenames.info